# Кубок Білорусі з хокею із шайбою
Кубок Білорусі з хокею із шайбою — щорічний хокейний кубковий турнір національного рівня у Білорусі, який проводиться Федерацією хокею Республіки Білорусь (ФХРБ).
Розіграш Кубка Білорусі проводиться у 2 етапи. На 1-му етапі команди грають у підгрупах за круговою системою в 1 коло. На 2-му етапі команди, що посіли за підсумками першого етапу 1-і місця у підгрупах, визначають переможця розіграшу Кубка Білорусі у єдиному фінальному матчі.
Перший розіграш відбувся у 2002 році, в якому володарями Кубка став «Керамін» (Мінськ). Найбільше перемог здобула «Юність» (Мінськ) — 6.

## Переможці
- 2002: Керамін Мінськ
- 2003: Гомель
- 2003—04 (весна): Гомель
- 2003—04 (літо): Юність Мінськ
- 2005: Динамо Мінськ
- 2006: Динамо Мінськ
- 2008: ХК Гомель
- 2009: Керамін Мінськ
- 2010: Юність Мінськ
- 2011: Юність Мінськ
- 2012: Металург Жлобин
- 2013: Гомель
- 2014: Юність Мінськ
- 2015: Німан
- 2016: Юність Мінськ
- 2017: Німан
- 2018: Гомель
- 2019: Німан
- 2020: Юність Мінськ
- 2021: Динамо Мінськ
- 2022: Вітебськ
- 2023: Вітебськ
- 2024: Юність Мінськ